# Église Saint-Pardoux de Bugeat
Pour les articles homonymes, voir Église Saint-Pardoux.
L'église Saint-Pardoux est une église catholique située à Bugeat, en France.
Elle fait l’objet d’une protection au titre des monuments historiques.

## Localisation
L'église est située dans la moitié nord du département français de la Corrèze, à l'intérieur du parc naturel régional de Millevaches en Limousin, dans le centre-bourg de Bugeat, à côté de la mairie.

## Historique et architecture
L'église est bâtie en style roman puis est profondément modifiée fin du XIVe - début du XVe siècle.
La nef est enserrée par deux bas-côtés. La première travée de la nef s'effondre au XVIIIe siècle entraînant la reprise du portail occidental portant la date de 1768. Ce dernier est surmonté d'un clocher-mur à deux baies campanaires pourvues chacune d'une cloche. Le toit est surmonté d’un lanternon.
L'église présente des culs-de-lampe sculptés et ses vitraux ont été réalisés aux XIXe et XXe siècles.
L'édifice est classé partiellement au titre des monuments historiques le 24 février 1917 pour ses parties les plus anciennes : le chœur, le transept et la croisée du transept.

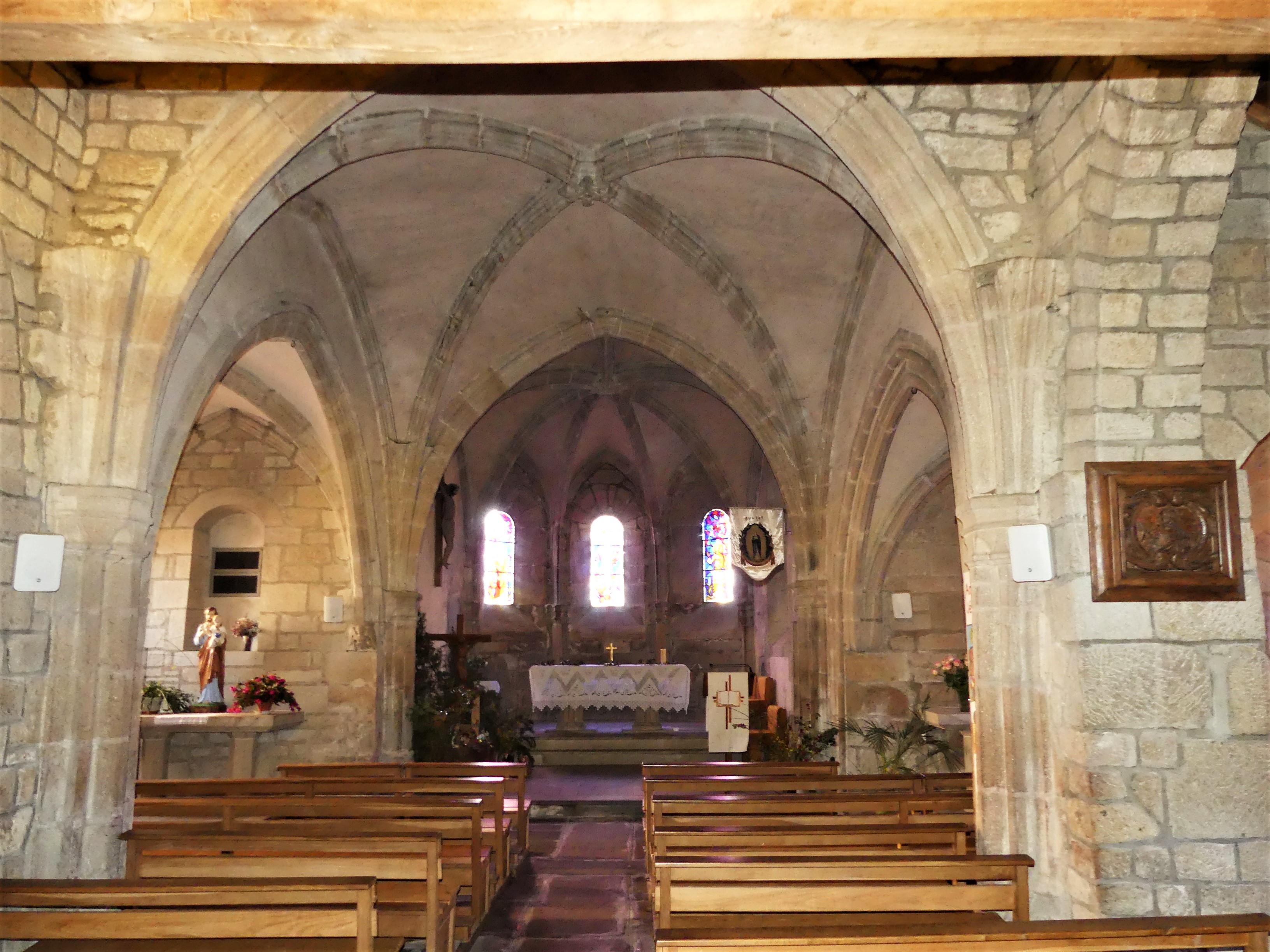
La nef et le chœur.
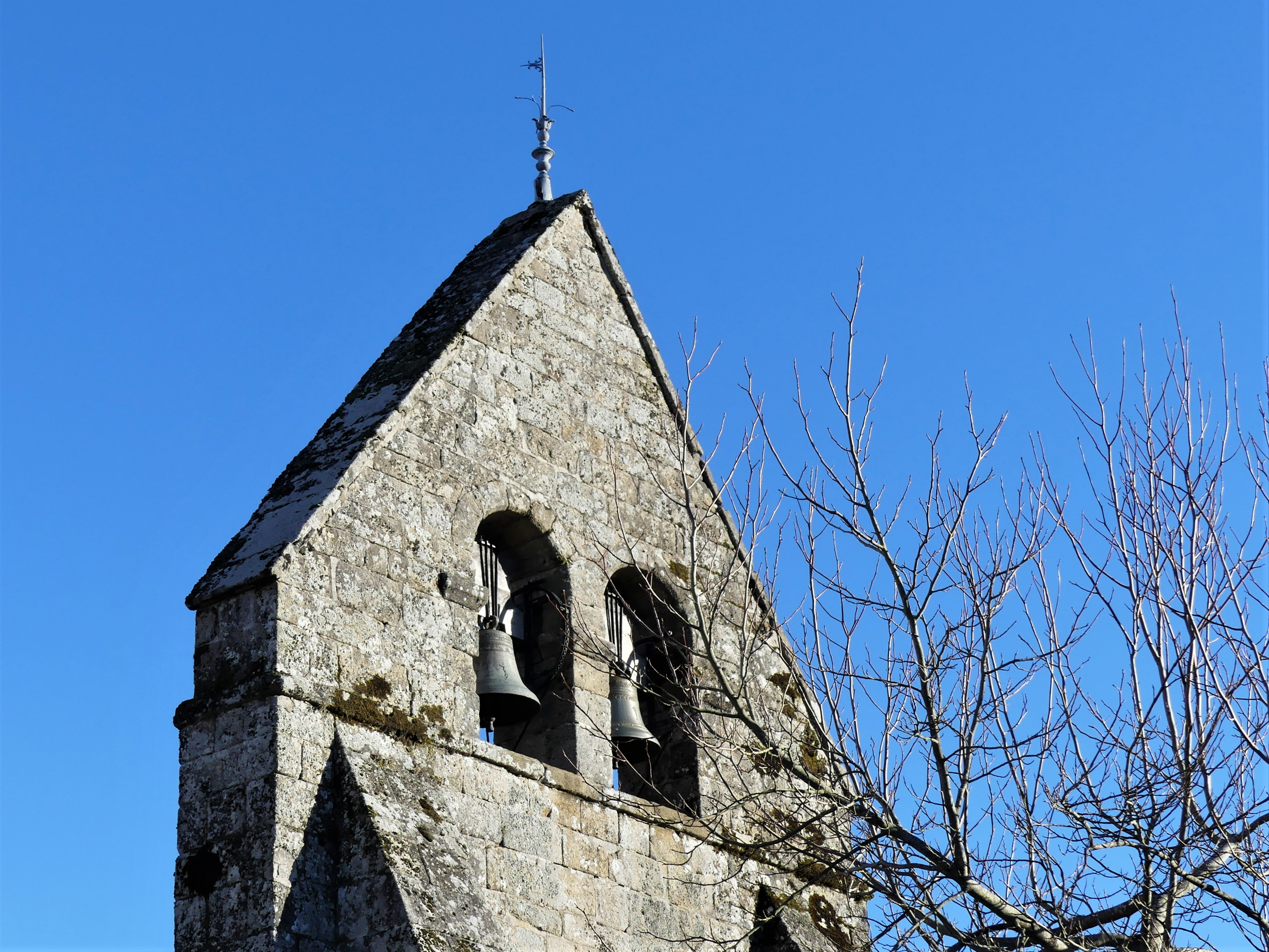
Le clocher-mur.
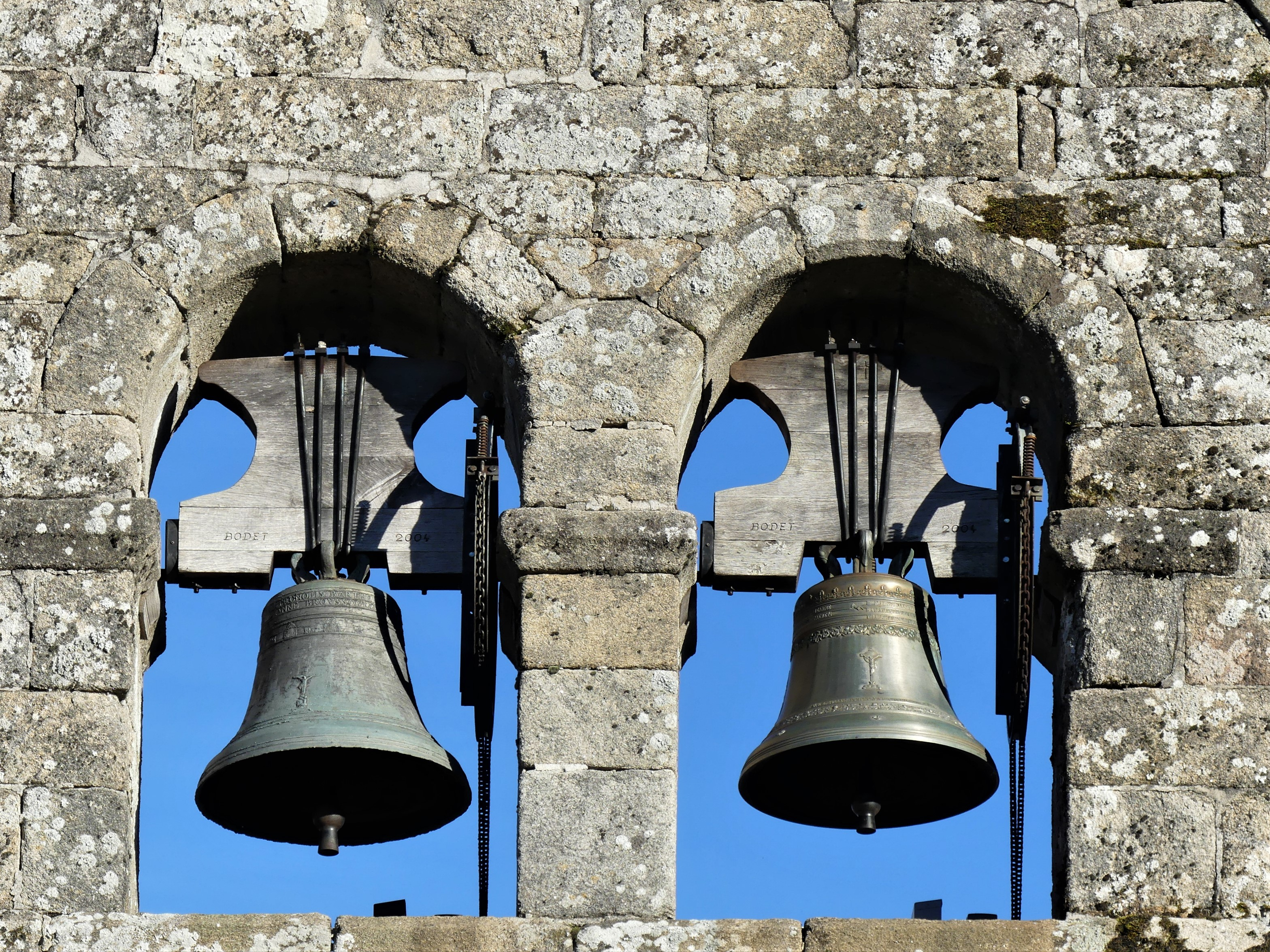
Les deux cloches.
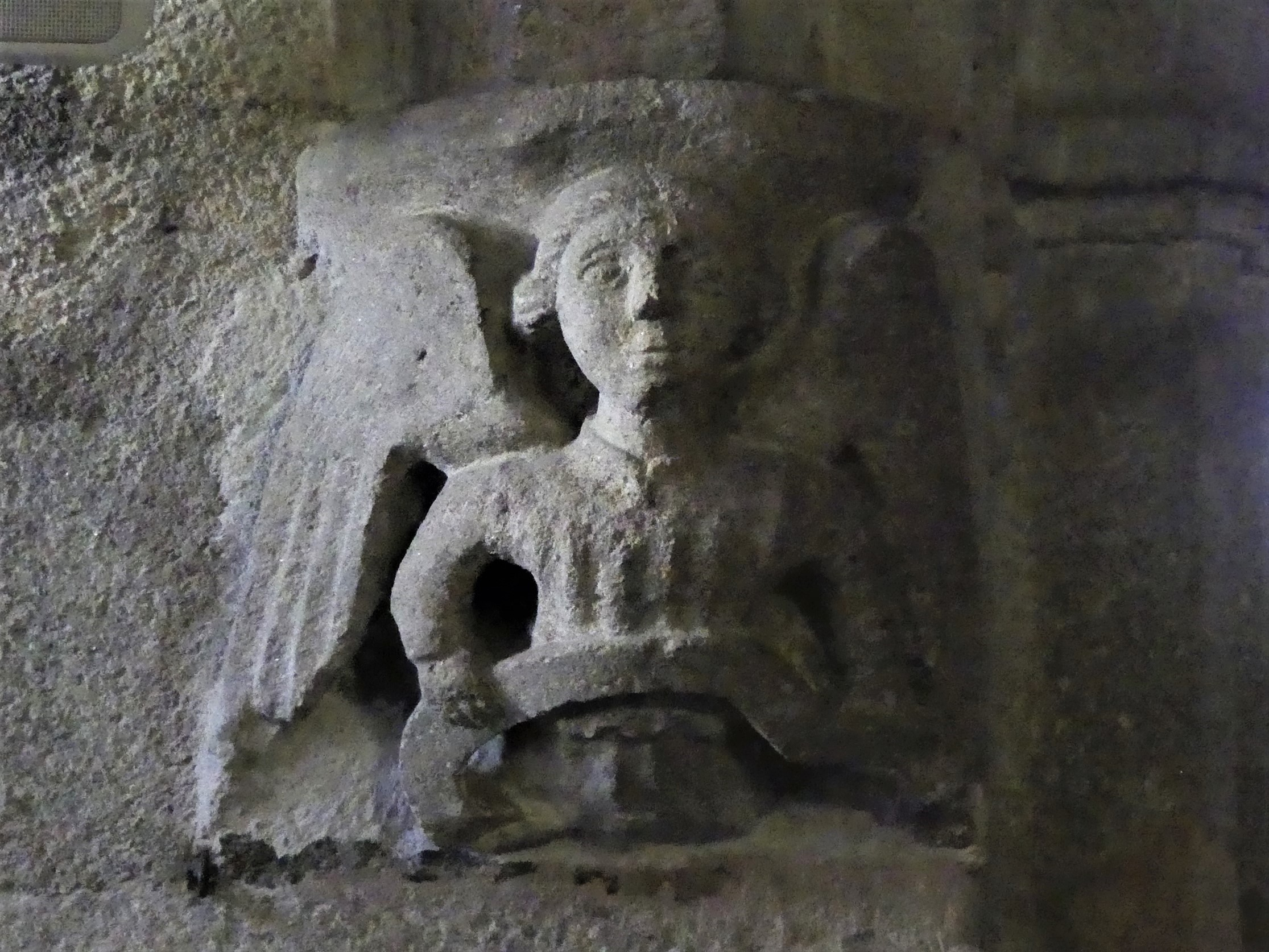
Un cul-de-lampe sculpté.
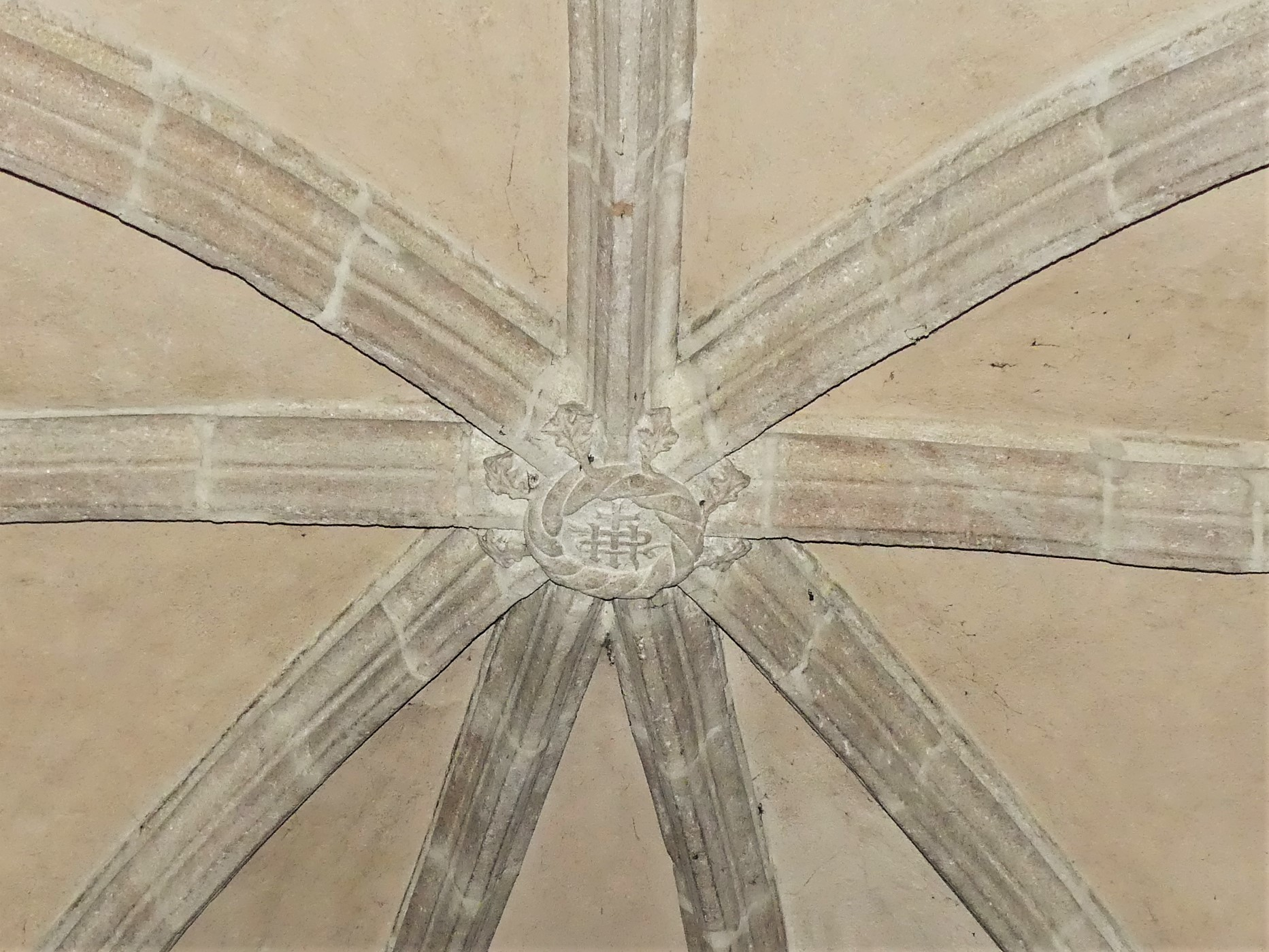
La clé de voûte du chœur.

## Mobilier
Le mobilier, abondant, recèle notamment :
- une cuve baptismale du XIIIe siècle en granite, classée au titre des monuments historiques en 1908[3] ;
- une clé de voûte transformée en bénitier[4], vestige de la première travée de la nef effondrée au XVIIIe siècle[5] ;
- un tabernacle du XVIIe siècle en bois, réalisé par le sculpteur Bertrand Buxeraud[6] ;
- deux bas-reliefs du XVIIe – XVIIIe siècle en bois, provenant d'un tabernacle du même sculpteur[5], et représentant saint Pierre [7] et saint Paul[8] ;
- une statue du XVIIe siècle en bois polychrome représentant saint Pardoux, inscrite au titre des monuments historiques en 1976[9] ;
- plusieurs autres statues ou statuettes des XVIIe et XVIIIe siècles représentant saint Jean-Baptiste[10], un saint évêque (possiblement saint Blaise)[11], un Christ en croix[12] et deux anges adorateurs[13].

### Sculptures sur bois remarquables
Les sculptures sur bois présentes dans l’église sont d’une belle qualité artistique, et on peut, parmi plusieurs d’entre elles, citer l’œuvre suivante :
- Statue Blaise : Blaise, évêque au IVe siècle, a vu son culte s'étendre en Europe au XIIe siècle ; nombre de chapelles lui sont dédiées, comme à Queyssac-les-Vignes en Corrèze ; cette statue provient peut-être du retable de Bertrand Buxeraud. Ce retable, dont les éléments sont aujourd’hui dispersés, était une œuvre de Buxeraud, maître-sculpteur à Limoges au XVIIe siècle ; c’était une commande, datant de 1675, de M. Materre, prêtre, curé de Bugeat, auprès de M. Beaubrun, de Limoges, pour la confection d’un retable pour l’église, travail qui avait été confié au maître-sculpteur Bertrand Buxeraud[14].

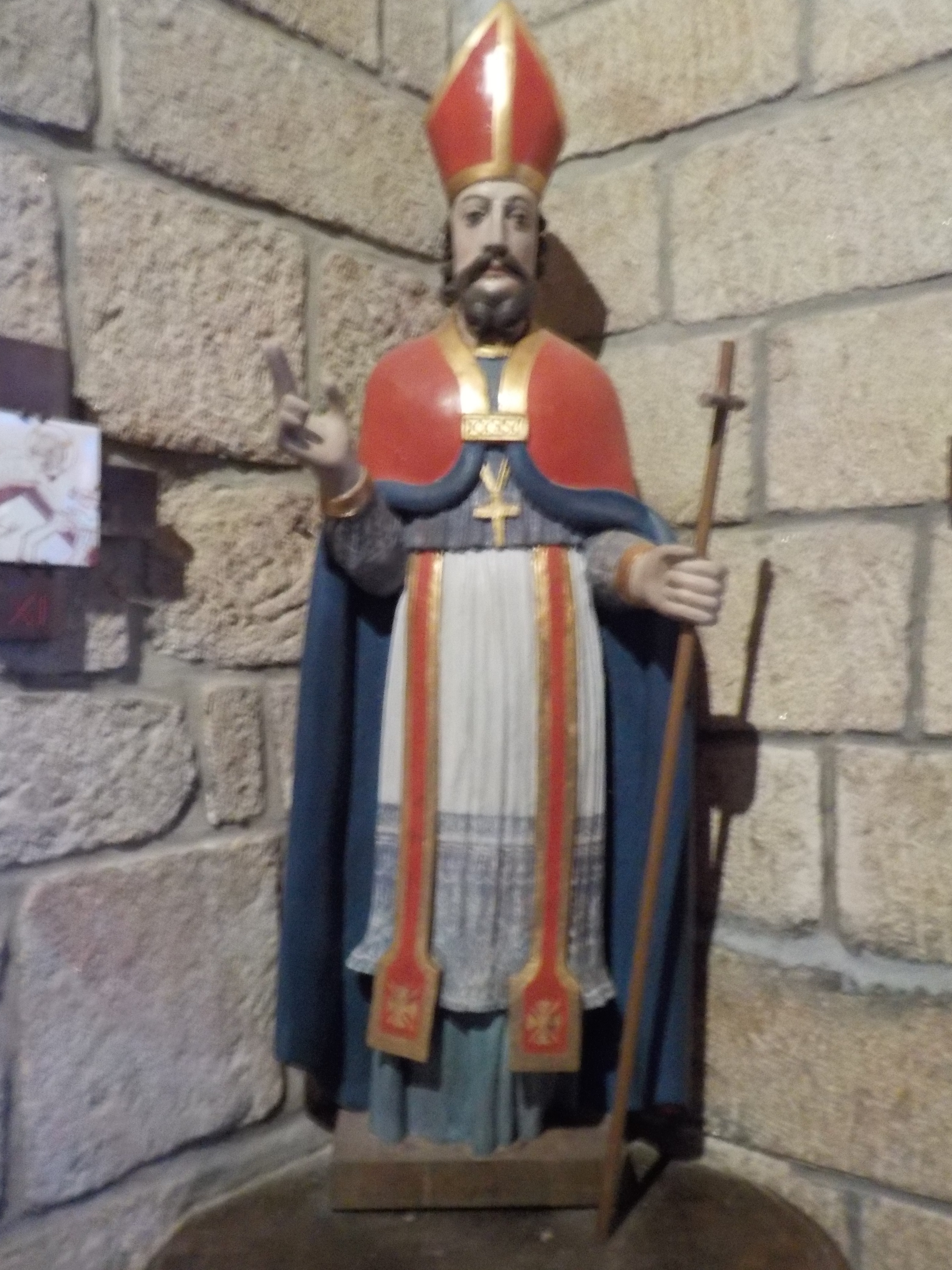
Statue de saint Blaise.

### Sculptures sur granite remarquables
Les sculptures sur granite qui ornent l’église sont, pour certaines, d’une grande originalité, comme l’œuvre suivante :
- Aigle, évangéliste Jean : culot nord-est de la chapelle latérale nord : aigle tenant un reptile dans son bec. L’animal est ici le symbole de l’évangéliste Jean, élément du Tétramorphe ; cette œuvre, qui date des XIVe siècle - XVe siècle, est un élément de la croisée d’ogives de la chapelle latérale nord. A la clef de voûte, on voit l’Agnus Dei, l’Agneau de Dieu, représentant ici Jésus-Christ, élément du Tétramorphe. Le Tétramorphe est une composition, inspirée par une vision d’Ezéchiel, et par l’Apocalypse de Jean, montrant Jésus-Christ en majesté entouré par les quatre évangélistes symbolisés par quatre « êtres vivants », homme/ange, aigle, bœuf, lion[15].

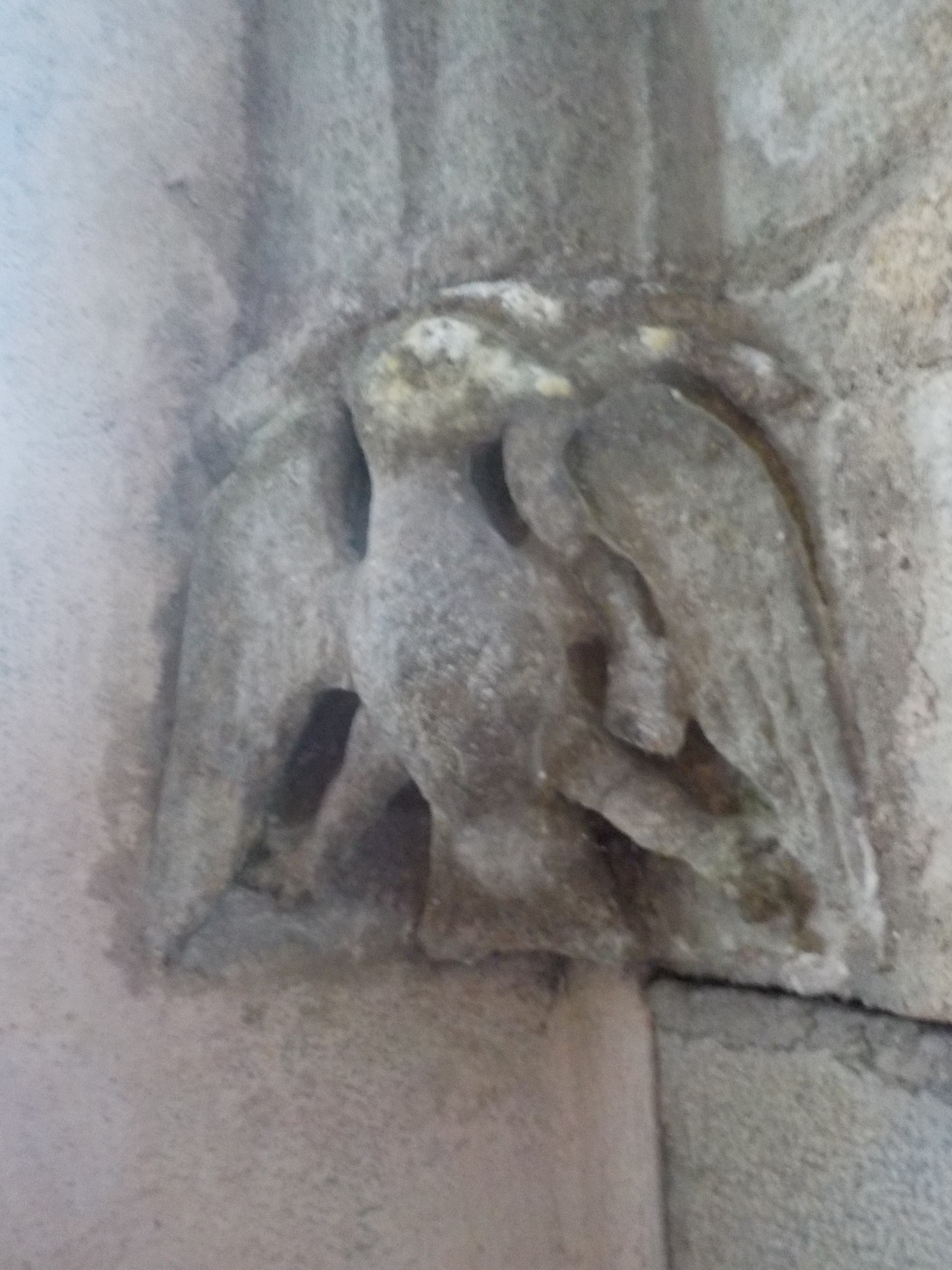
Aigle, évangéliste Jean.

### Vitraux remarquables
Parmi les vitraux qui éclairent l’intérieur de l’église, plusieurs sont tout à fait remarquables:
- Vitrail Thérèse de Lisieux : ce vitrail, dans la chapelle latérale sud, œuvre d’un maître verrier limougeaud, montre Ste Thérèse de Lisieux, Ste Thérèse de l’Enfant-Jésus, avec un nimbe entourant sa tête, et ses bras chargés de fleurs, des zinnias, des roses, rappelant que Thérèse voulait « faire tomber une pluie de roses » ; ce vitrail date des années 1950.
- Vitraux Crucifixion : ces vitraux sont situés dans le chœur de l’église, et ces trois œuvres d’un maître verrier limougeaud montrent La Crucifixion : le Christ en croix, au centre, avec, à sa droite, la Vierge Marie, et, à sa gauche, l’apôtre Jean ; ces vitraux datent des années 1950.
- Vitraux Sainte Famille : ces trois vitraux du bas-côté sud de l’église, montrent, occupés à des tâches du quotidien, les trois membres de La Sainte Famille, Jésus de Nazareth, au centre, avec, à sa droite, Marie, et, à sa gauche, Joseph ; ces vitraux datent des années 1944/1945.

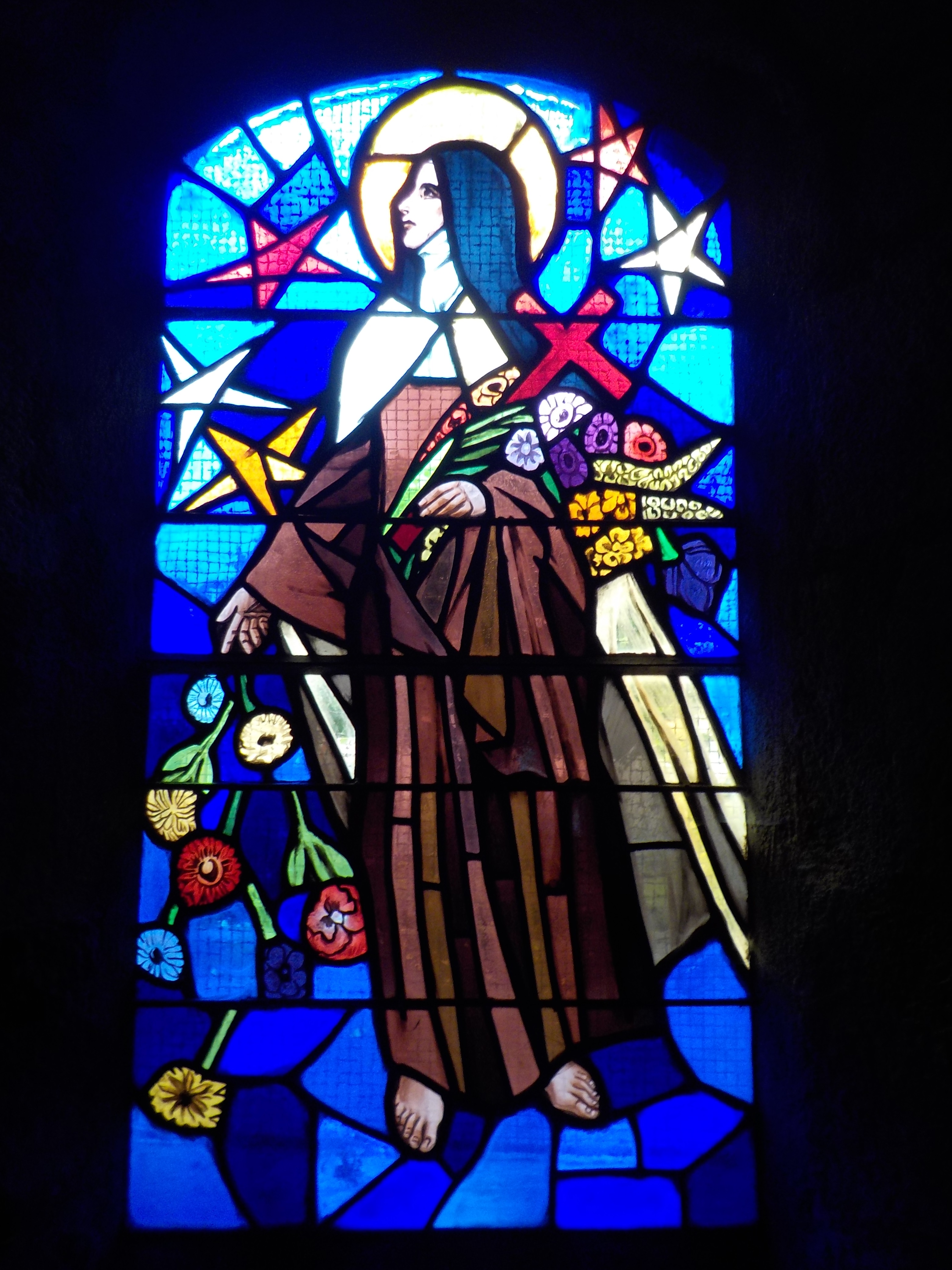
Vitrail Thérèse de Lisieux.
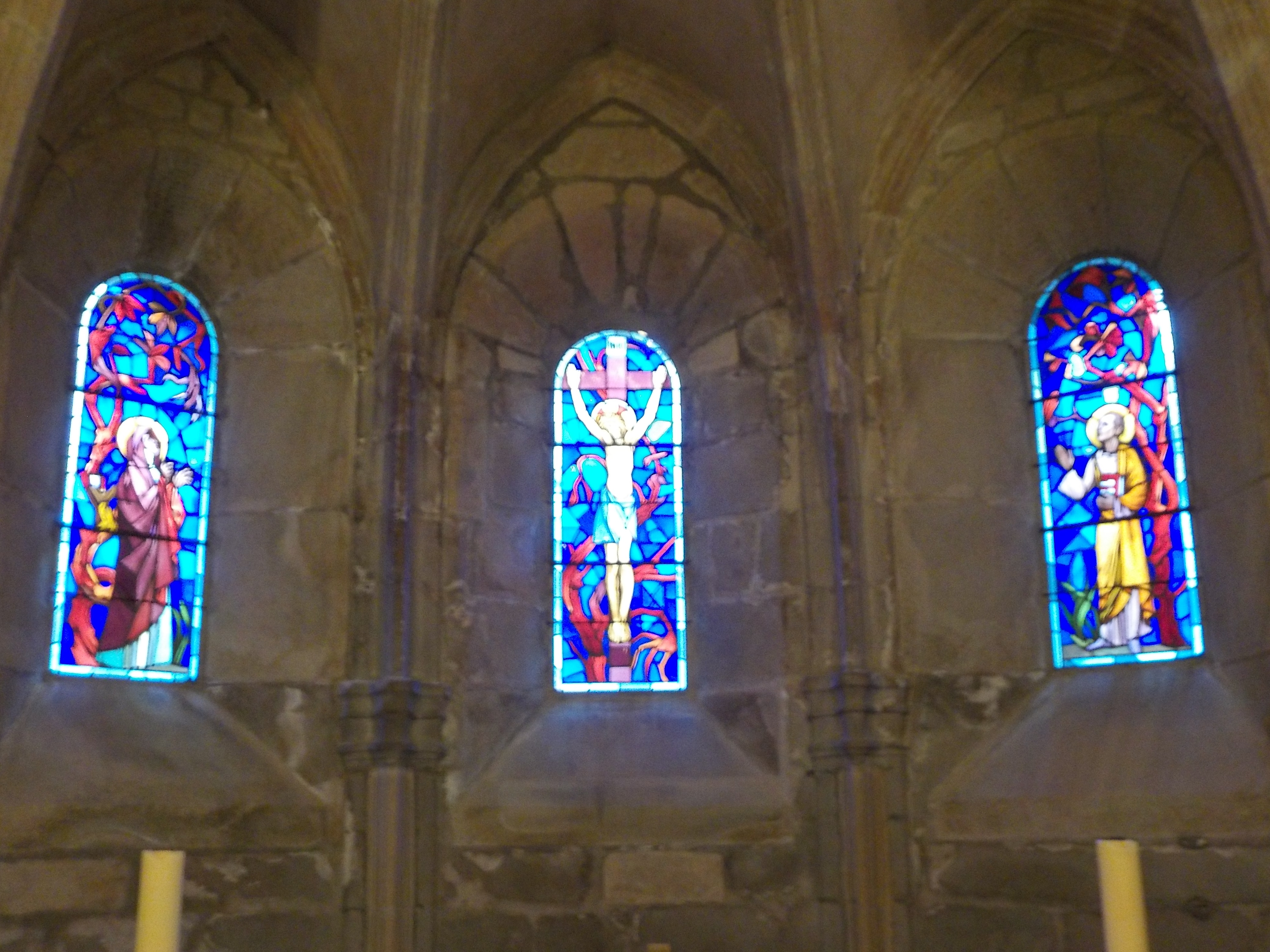
Vitrail Crucifixion.
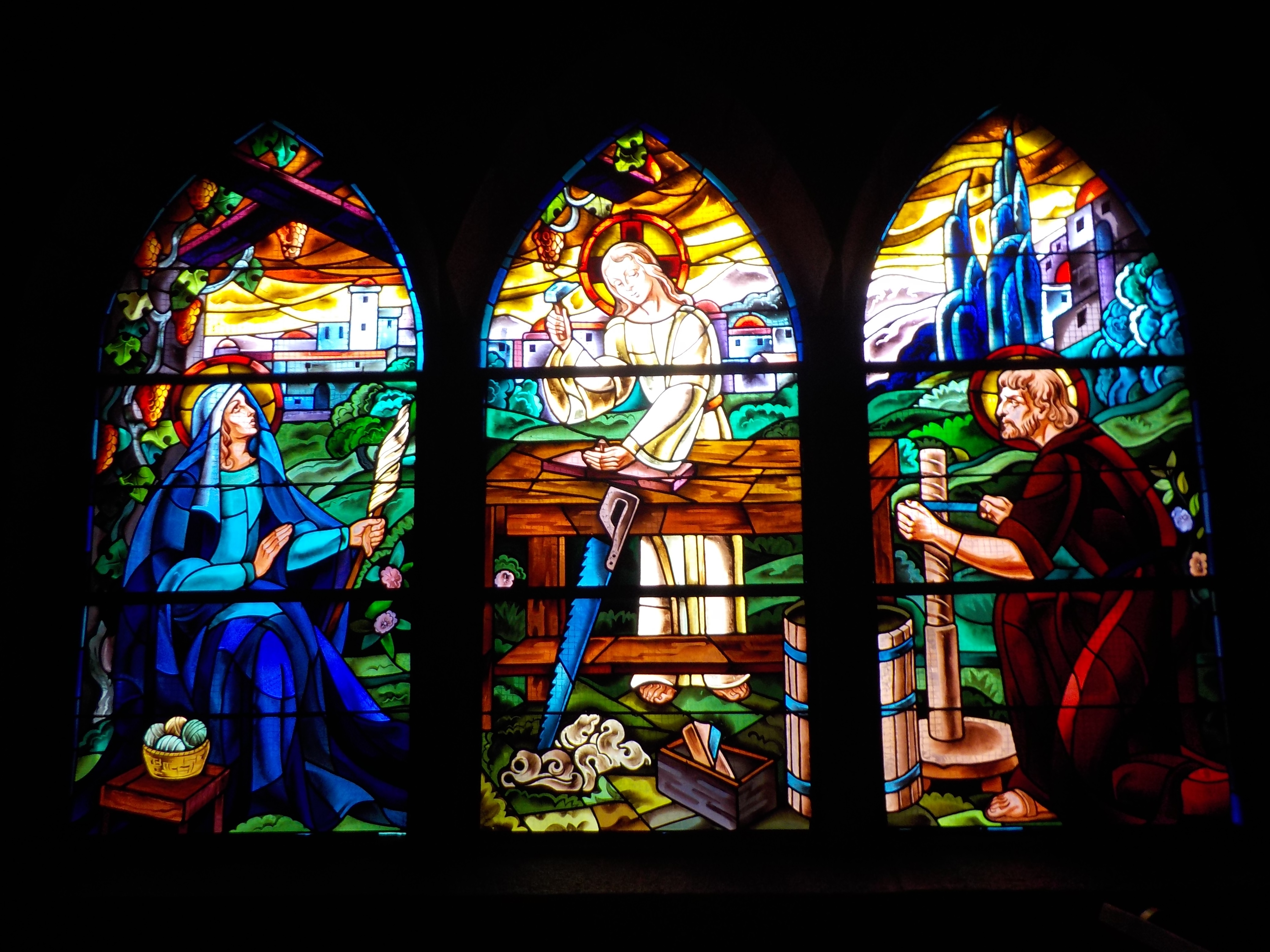
Vitrail Sainte Famille.

## Galerie de photos

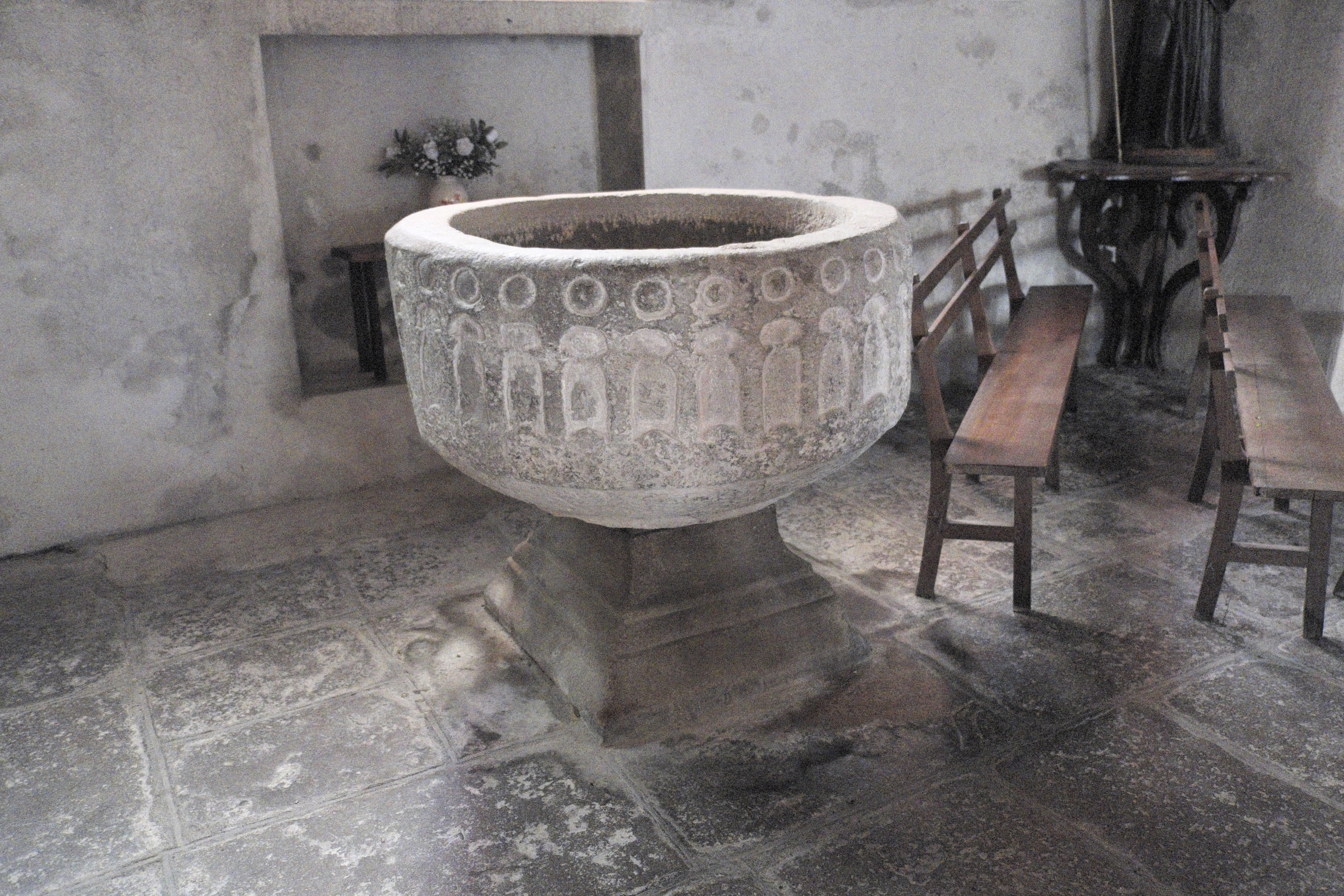
La cuve baptismale.
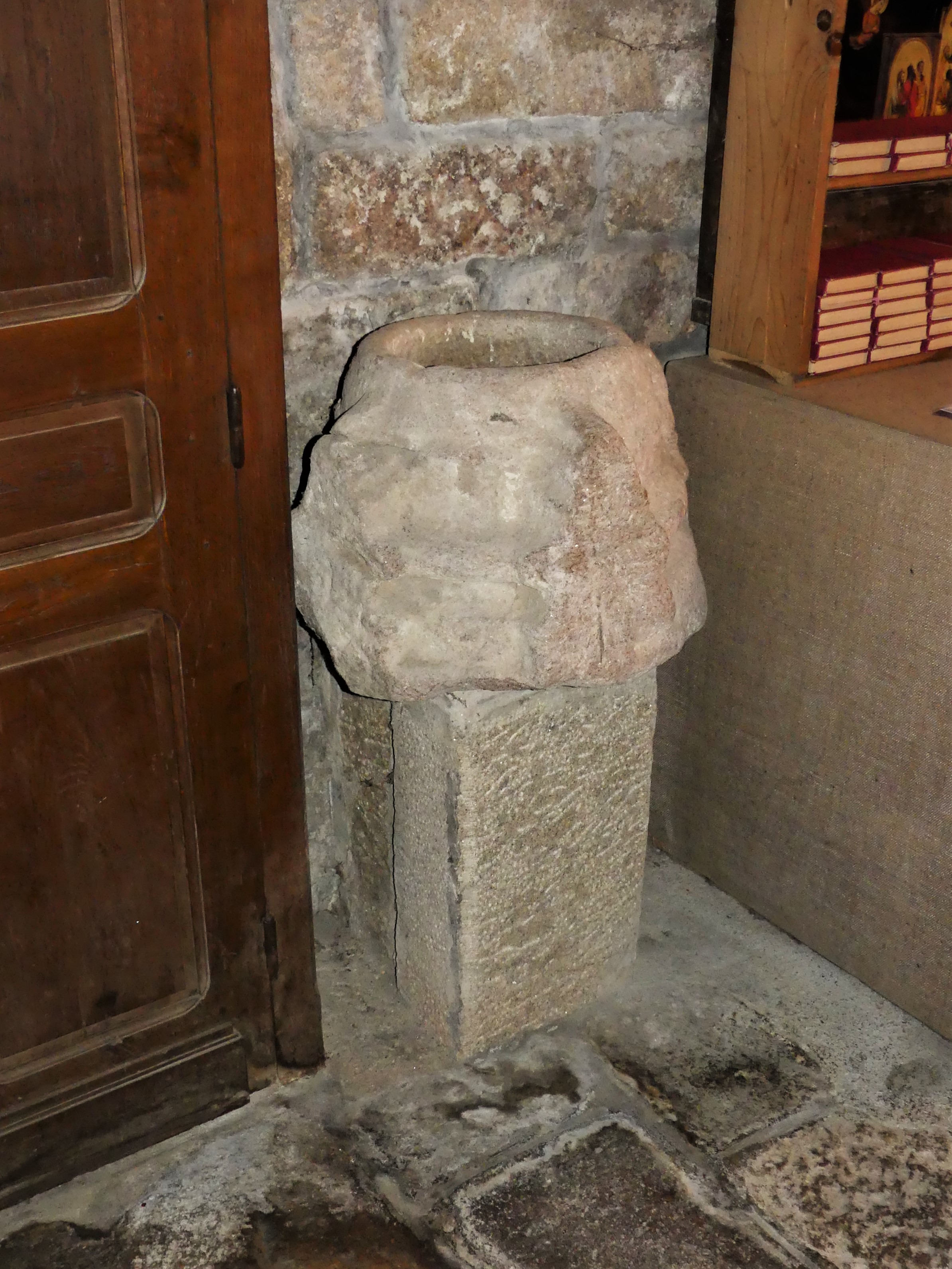
La clé de voûte transformée en bénitier.
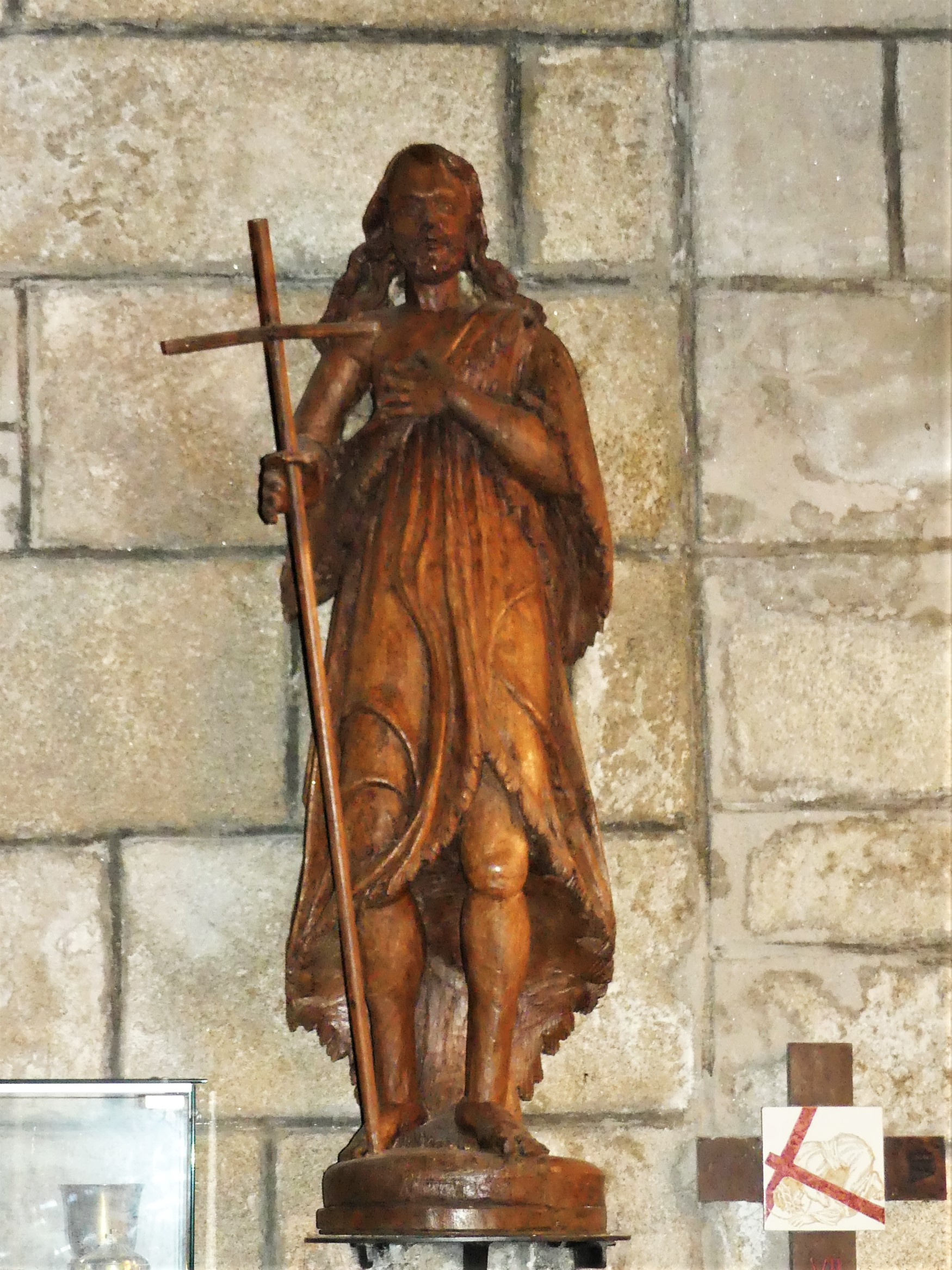
Statue représentant saint Jean-Baptiste.
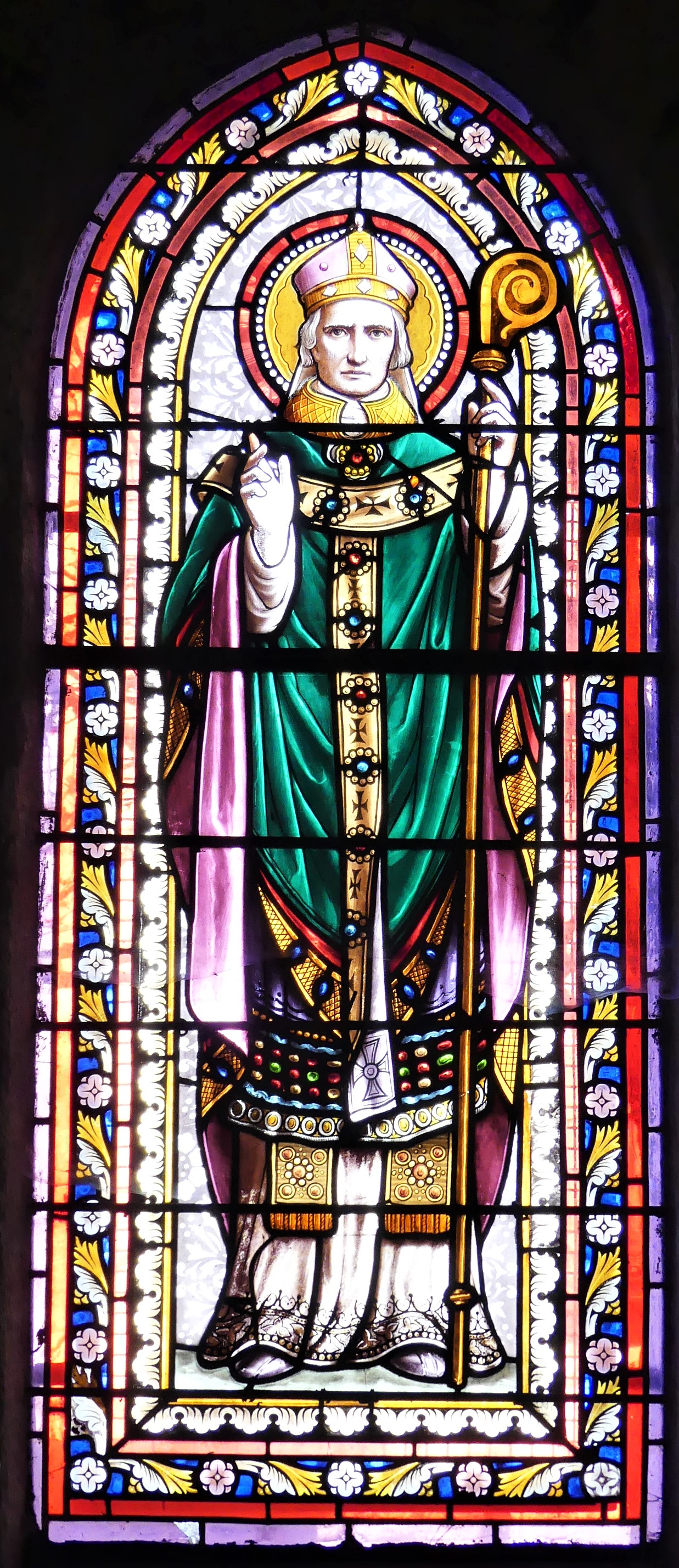
Vitrail représentant saint Pardoux.

## Pour approfondir